# Bérenger de Frédol, o Novo
Bérenger de Frédol,  dito o Novo ou o Jovem (? - novembro de 1323) foi um cardeal francês, Deão do Sagrado Colégio dos Cardeais.

## Biografia
Nascido no Reino da França, era filho de Pierre de Frédol, seigneur de la Verune. Era sobrinho do também cardeal Bérenger de Frédol.
Foi cânone e camerlengo do capítulo da catedral de Béziers. Eleito bispo de Béziers em 1309, foi confirmado em 29 de maio de 1309.
Foi criado cardeal-presbítero no consistório de 23 de dezembro de 1312, recebendo o título de Santos Nereu e Aquileu. Camerlengo do Sagrado Colégio dos Cardeais, 1313-1323. Passou para a ordem dos cardeais-bispos e assume a sé suburbicária de Porto e Santa Rufina em 22 de agosto de 1317. É nomeado Decano do Colégio dos Cardeais, em junho de 1323, logo após a morte de seu tio.
Morreu em novembro de 1323, em Avinhão.

## Conclaves
- Conclave de 1314–1316 - participou da eleição do Papa João XXII